# Yungipicus

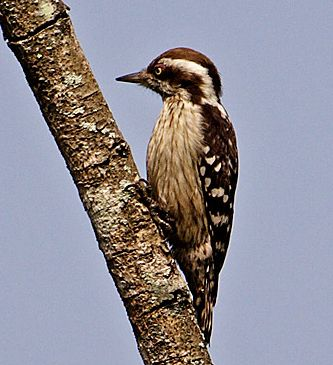
Foto de um piquinho-indiano (Yungipicus nanus) no Santuário de Vida Selvagem de Dandeli, na Índia.

Yungipicus é um género de aves da família dos pica-paus, que compreende os piquinhos

## Lista de espécies
O género Yungipicus compreende 7 espécies:
- Piquinho-de-celebes, Yungipicus temminckii
- Piquinho-indiano, Yungipicus nanus
- Piquinho-de-barrete-cinza, Yungipicus canicapillus
- Piquinho-filipino, Yungipicus maculatus
- Piquinho-das-sulu, Yungipicus ramsayi
- Piquinho-de-sunda, Yungipicus moluccensis
- Piquinho-japonês, Yungipicus kizuki